# Latvijas Futbola federācija
Die Latvijas Futbola federācija (LFF) ist der lettische Fußballverband.
Der Fußballverband Lettlands wurde nach der Unabhängigkeit 1921 gegründet und trat im Jahr darauf der FIFA bei. Während der Zeit der sowjetischen Okkupation nach dem Zweiten Weltkrieg war der Verband aufgelöst und wurde 1991, nachdem Lettland seine Unabhängigkeit wiedererlangt hatte, wieder Mitglied der FIFA und erstmals der UEFA. Die höchste lettische Fußballliga ist die Virslīga.

## Präsidenten
- Vladimirs Ļeskovs (1990–1995)
- Modris Supe (1995–1996)
- Guntis Indriksons (1996–2018)
- Kaspars Gorkšs (2018–2019)
- Vadims Ļašenko (seit 2020)

## UEFA-Fünfjahreswertung
Platzierung in der UEFA-Fünfjahreswertung:
(in Klammern die Vorjahresplatzierung). Die Kürzel CL, EL und CO hinter den Länderkoeffizienten geben die Anzahl der Vertreter in der Saison 2025/26 der Champions League, der Europa League sowie der Conference League an.
- 35.  (36)  Irland (Liga, Pokal) – Koeffizient: 10.875 – CL: 1, EL: 0, CO: 3
- 36.  (39)  Armenien (Liga, Pokal) – Koeffizient: 10.625 – CL: 1, EL: 0, CO: 3
- 37.  (35)  Lettland (Liga, Pokal) – Koeffizient: 10.625 – CL: 1, EL: 0, CO: 3
- 38.  (43)  Färöer (Liga, Pokal) – Koeffizient: 10.375 – CL: 1, EL: 0, CO: 3
- 39.  (41)  Bosnien und Herzegowina (Liga, Pokal) – Koeffizient: 10.000 – CL: 1, EL: 0, CO: 3

Stand: Ende der Europapokalsaison 2023/24